# Max Studer
Max Studer (ur. 17 września 1899, zm. 30 kwietnia 1957) – szwajcarski zapaśnik walczący w stylu klasycznym. Olimpijczyk z Amsterdamu 1928, gdzie zajął czternaste miejsce w wadze półciężkiej.

## Letnie Igrzyska Olimpijskie 1928
| Konkurencja            | Rundy eliminacyjne | Rundy eliminacyjne  | Klas. końcowa |
| Konkurencja            | Przeciwnik I       | Przeciwnik II       | Miejsce       |
| ---------------------- | ------------------ | ------------------- | ------------- |
| 82,5 kg styl klasyczny | Otto Pohla (EST) P | Johan Heijm (NED) P | 14.           |